# Phú Lộc, Hậu Lộc
Phú Lộc là một xã thuộc huyện Hậu Lộc, tỉnh Thanh Hóa, Việt Nam.

## Diện tích và dân số
Xã Phú Lộc có diện tích 6,41 km².
Dân số của xã Phú Lộc:
- Theo Tổng điều tra dân số năm 1999: 7.290 người[1].
- Theo Tổng điều tra dân số năm 2009: 6.750 người với 1.911 hộ gia đình[2].

## Địa giới hành chính
Xã Phú Lộc nằm ở phía đông của huyện Hậu Lộc.
- Phía đông giáp xã Minh Lộc;
- Phía nam giáp xã Hòa Lộc;
- Phía tây giáp xã Xuân Lộc, thị trấn Hậu Lộc
- Phía bắc giáp xã Hoa Lộc.

## Hành chính
Xã Phú Lộc được chia thành 8 thôn, Phú Đa, Phú Ninh, Phú Thịnh, thôn Giữa, thôn Hậu, thôn Trước, Thuần Nhất và Xuân Yên.